# تبرداران برای بروتوس جسد پسرانش را می‌آورند
تبرداران برای بروتوس جسد پسرانش را می‌آورند (به فرانسوی: Les licteurs rapportent à Brutus les corps de ses fils)، اثری است در سبک نئوکلاسیک از ژاک لوئی داوید که در سال ۱۷۸۹ میلادی، با رنگ روغن بر روی کاغذ کانواس خلق شد.
هم‌اکنون این تابلو، تحت مالکیت موزه لوور قرار دارد.
این اثر در زمان خودش جنجال زیادی آفرید. پیش از افتتاح سالن (پاریس) (نمایشگاه رسمی زیر نظر دولت فرانسه)، انقلاب فرانسه آغاز شده بود. مجلس ملی برپا شده و باستیل سقوط کرده بود. دربار نمی‌خواست تبلیغات باعث تحریک مردم شود، بنابراین تمام آثار قبل از نمایش باید بازبینی می‌شدند. به همین دلیل، مقامات پرتره‌ای را که داوید از لاوازیه، شیمی‌دان، فیزیک‌دان و عضو فعال ژاکوبین‌ها کشیده بود ممنوع کرده بودند. وقتی روزنامه‌ها گزارش دادند که دولت به تابلوی «تبرداران برای بروتوس جسد پسرانش را می‌آورند» اجازه نمایش نمی‌دهد، مردم خشمگین شدند و دربار مجبور به تسلیم شد و تابلو به کمک دانشجویان هنر در نمایشگاه قرار گرفت.
این نقاشی لوکیوس یونیوس بروتوس، نخستین کنسول و بانی جمهوری روم، را نشان می‌دهد که عزادار پسرانش است. ماجرا از این قرار بود که پسران بروتوس توطئه‌ای برای براندازی جمهوری و احیای سلطنت ترتیب داده بودند. در نتیجه، پدرشان برای حفاظت از جمهوری دستور مرگ آنها را صادر کرد. بنابراین، بروتوس قهرمان دفاع از جمهوری بود.
در سمت راست اثر مادر دو دخترش را در آغوش گرفته و خدمتکار سوگوار در گوشه دیده می‌شود. در سمت چپ بروتوس، تنها و متفکر، بر روی کلیسموس نشسته است. اما می‌داند بهترین کار را برای کشورش انجام داده‌است. کل اثر نماد جمهوری خواهان بود و در آن دوران معنای ویژه‌ای داشت.
به کمک سایه روشن بین بروتوس و خانواده اش فاصله ایجاد شده، در حالی که تمام خانواده و حتی خدمتکار بی تاب و سوگوار هستند، بروتوس آرام نشسته‌است و حتی به جسد بی سر فرزندش نگاه هم نمی‌کند. اما نگاهی به پاها، که روی هم قلاب شده‌اند، و انگشتان منقبض شده‌اش نشان می‌دهد که بروتوس چندان هم آرام نیست.